# Мурсийска низина
Мурсийската низина е низина простираща се в югоизточната част на Пиренейския полуостров, на територията на Испания.
Разположена е между планината Кордилера Субетика (източната част на Андалуските планини) на северозапад и бреговете на Средиземно море на югоизток. Дължината ѝ от североизток (при град Аликанте) на югозапад (до град Картахена) е приблизително 100 km, максимална ширина в южната част до 60 km. Релефът ѝ е хълмист. Изградена е от рохкави алувиални наслаги, а крайбрежните райони са заети от лагуни (най-голяма Мар Менор) и пясъчни дюни. Дренира се основно от река Сегура и десният ѝ приток Сангонера. Годишната сума на валежите е под 400 mm. Голяма част от низината изкуствено се напоява, на базата на което има плантации с цитрусови култури, финикови палми и оризови полета. Низината е гъсто заселена, като най-големите селища са градовете [[Аликанте], Елче, Мурсия, Картахена.